# 千田九一
千田 九一（ちだ くいち、1912年9月1日 - 1965年12月12日）は、日本の漢文学者。
山口県出身。1936年東京帝国大学文学部支那文学科卒。竹内好、武田泰淳らの中国文学研究会に参加、戦後は機関誌『中国文学』の編集にあたる。また高見順らの文芸同人誌『日暦』にも参加した。戦後、小野忍とともに『金瓶梅』を訳した。

## 著書
- 華語会話便覧 鈴木正蔵共著 同文書院 1942
- 新・韓非子物語 河出書房新社 1958（中国古典物語） のち「韓非子を読む」勁草書房
- 芸能名匠奇談（編）河出書房新社 1959（中国史談）

## 翻訳
- 巣の中の蜘蛛 綴網労蛛 落華生 宝雲舎 1947（宝雲舎中国文芸叢書）
- 金瓶梅 第1-4冊 小野忍共訳 東方書局 1948-1949
- 訪ソ紀行 郭沫若 日本出版協同 1952
- 東海巴山集 小説 老舎 岩波新書 1953
- 第四病室 巴金 現代中国文学全集 河出書房 1954
- 今古奇観 抱甕老人 中国古典文学全集 平凡社 1958
- 金瓶梅 小野忍共訳 中国古典文学全集 平凡社 1959-1960 のち岩波文庫
- 今古奇観 第1-3 抱甕老人 駒田信二共訳 平凡社 1965-1966（東洋文庫）